# Petr Kubala
Petr Kubala (* 5. května 1986 Frýdek-Místek) je český popularizátor astronomie a publicista.
V letech 2004 až 2007 byl redaktorem a později šéfredaktorem Instantních astronomických novin. V letech 2007 až 2009 byl šéfredaktorem webu astro.cz. Od roku 2009 je provozovatelem astronomického webu Exoplanety.cz, který se věnuje planetám mimo Sluneční soustavu, v roce 2012 byl jeho web nominován na Křišťálovou lupu.
Jako spisovatel se stal autorem knih Raketoplány – příběh kosmických korábů (2008) a ISS – Mezinárodní vesmírná stanice (2009).
Od roku 2007 spolupracuje s médii. Je stálým autorem webu VTM.cz, časopisu ABC, Neviditelného psa nebo zpravodajského portálu Tyden.cz.